# Чебурашка (фильм)
«Чебура́шка» — российский семейный комедийный фильм 2022 года режиссёра Дмитрия Дьяченко и продюсеров: Эдуард Илоян, Денис Жалинский, Виталий Шляппо, Алексей Троцюк, Антон Златопольский и Юлиана Слащёва. Фильм не является экранизацией рассказов Эдуарда Успенского и использует новых персонажей и наработки. Это совместный проект нескольких кинокомпаний: Yellow, Black & White, START, «Союзмультфильм», «Россия-1» и при поддержке «Фонда кино», который также является и первой частью во франшизе «Чебурашка». Главные роли исполнили: Сергей Гармаш, Ольга Кузьмина, Елена Яковлева, Фёдор Добронравов, Полина Максимова, Сергей Лавыгин, Дмитрий Лысенков и Илья Кондратенко.
Сюжет фильма «Чебурашка» разворачивается на побережье Чёрного моря, куда попадает Чебурашка, унесённый ураганом с испанских апельсиновых плантаций. Вскоре он знакомится с садовником из дендрария по имени Гена и поселяется в его доме. Завязавшаяся между ними дружба помогает хмурому мужчине избавиться от одиночества, помириться с дочерью и вернуть свою семью, а Чебурашке обрести друзей и научиться говорить на человеческом языке. Директор шоколадной фабрики Римма пытается забрать Чебурашку у Гены, чтобы отдать своей избалованной внучке в качестве живой игрушки.
Авторы проекта вдохновились произведениями Эдуарда Успенского и мультфильмами Романа Качанова. Создание эскизов Чебурашки. К созданию персонажа приступили задолго до старта съёмок. Самым сложным было «оживить» мордашку Чебурашки — с ней пришлось долго экспериментировать. Съёмки кинокартины начались в начале 2021 года, а закончилась в июне 2022 года.
Премьера фильма прошла 23 декабря 2022 года в кинотеатре «Октябрь». Выход в широкий прокат в России состоялся 1 января 2023 года. По данным Единой федеральной автоматизированной информационной системы о показах фильмов в кинозалах (ЕАИС), на 12 мая 2023 года общие сборы «Чебурашки» в России составили 6,74 млрд рублей. «Чебурашка» вошёл в топ-20 самых кассовых фильмов мира за 2023 год и стал одним из самых кассовых фильмов, вышедших в мировой прокат в том году. «Чебурашка» собрал неоднозначные отзывы кинокритиков, которые похвалили мораль и игру актёров, но отметили недостатки компьютерной графики в сценах, где Чебурашка взаимодействует с живыми актёрами, и небольшое число шуток — при том, что фильм позиционируется как комедия. 
После успеха фильма «Союзмультфильм» подписал контракт на производство сиквела и всей франшизы. Телевизионная премьера фильма состоялась 1 января 2024 года на канале «Россия-1».

## Сюжет
В далёкой солнечной южной стране на апельсиновой плантации фермеры Мигель и Хуан собирают урожай. Вдруг Хуан обращает внимание, что фрукты в корзине исчезли. Хуан поднимает корзину и видит перед собой маленького ушастого мохнатого зверька. Фермеры решают поймать пушистого проказника с помощью ловушки с приманкой. Эта идея срабатывает, но когда фермеры уже собрались было взять воришку, внезапно разразившийся вихрь уносит зверька прочь.
Тем временем, в одном дендрарии небольшого приморского городка работает угрюмый и нелюдимый пожилой садовник Гена, который педантично наводит порядки на территории, при этом тихо ненавидя толпы туристов, которые эти порядки всегда нарушают. В доме Гены есть подзорная труба, из которой он периодически наблюдает за лавкой «Шоколадная мастерская», где работает решительная хозяйка Таня и добряк Толик, её муж. У них есть пятилетний сын Гриша. Таня — дочь Гены, но долгие годы она не общается с отцом.
Как-то Гена возвращается хмурый домой. Проходя мимо лавочки, на которой сидит дама в шляпке, Гена делает даме строгое замечание, так как та бросила фантик на землю мимо урны. Римма — владелица шоколадной фабрики «Радость моя» — властная, гордая дама, и подобного рода замечания для неё неприемлемы, поэтому она грубо хамит в ответ Геннадию. Тот переворачивает урну в сумочку Риммы.
Получив строгий выговор от начальства за столь возмутительную выходку, Гена возвращается домой и встречает там своего единственного друга Валеру — позитивного и болтливого старого сторожа зоопарка. За партией в шахматы Гена и Валера обсуждают надвигающийся ураган. На город обрушивается апельсиновый град, который крушит всё вокруг. А в дом Гены, буквально с неба, падает ушастый зверёк. Сначала Гена всячески пытается навсегда избавиться от непрошенного гостя, но со временем начинает к нему привыкать и решает оставить его себе, называя при людях «белорусской ушастой овчаркой».
Одним ранним утром зверёк отправляется на прогулку по окрестностям дендрария в поисках апельсинов и встречает девочку Соню. Капризная Соня тут же устраивает истерику: она хочет забрать «ушастика» себе. Зверёк едва успевает убежать от крикливой девчонки и её бабушки Риммы. К Гене приходит начальница и предлагает решение конфликта с властной хозяйкой шоколадной фабрики — нужно всего лишь продать за 40 тысяч Римме зверька, который проживает у Гены. Садовник наотрез отказывается от такого предложения.
Чуть позже Гена собирается на день рождения внука Гриши, не подозревая, что зверёк увязался за ним. Увидев такое необычное существо, Гриша от удивления произносит своё первое слово: «Мама!». В последующие дни Гена решает научить зверька читать, точь-в-точь, как ребёнка.
Несколько дней спустя Римма слушает доклад Лариона. Ларион — ассистент Риммы, карьерист, который хочет всеми способами угодить своей начальнице. Совсем скоро в городе пройдёт ежегодный фестиваль шоколада, который Римма планирует выиграть во что бы то ни стало. Но у шоколадной корпорации «Радость моя» есть конкурент — маленькая шоколадная лавка Тани, которая одержала победу в этом конкурсе год назад. Ларион по заданию Риммы пытался выкупить магазин Тани, но та отказывалась.
Римма приказывает Лариону отомстить Тане, и тот запускает в магазин крыс. Воспользовавшись переполохом, Ларион крадёт книгу рецептов Тани. Узнав об этом, Гена хочет помочь дочери и надеется обменять книгу рецептов на зверька. Пока Гена принимает решение, он вспоминает, как много лет назад, когда Таня была совсем маленькой, произошла трагедия: мама Тани была дельтапланеристкой, и погибла из-за крушения дельтаплана в непогоду, а Гене ничего не оставалось, как отвезти дочь к бабушке и исчезнуть на десять лет. Именно это и стало причиной ссоры Тани с отцом.
Поменяв зверька на рецепты, Гена приезжает к дочери, но Таня сильно разочарована таким поступком отца. На помощь приходит друг Валера. Вместе с другими работниками дендрария они решают помочь Гене вернуть зверька.
В это время в городе начинается фестиваль шоколада, на который прибывают участники конкурса, а также гости мероприятия. Гена выслеживает Римму с внучкой и находит грустного зверька. Садовник просит у маленького друга прощения, и, помирившись, спешит к семье Тани, но выясняется, что пропал Гриша. Все ищут мальчика, но только благодаря чуткости и ловкости зверька и смелости деда Гены Гришу, оказавшегося внутри ракеты с фейерверком, удаётся спасти от беды.
В финале истории вся семья Гены и его друзья собираются на дне рождения зверька, который назвал себя по имени Чебурашка. Туда же с извинениями приходит и Римма. Гена играет на гармошке и поёт песню «К сожалению, день рождения только раз в году».
В завершающей сцене Гена и Чебурашка едут на грузовом мотороллере. Их тормозит сотрудник ДПС и просит снять зверька с руля. Чебурашка возражает: «Я — Чебурашка!».

## Персонажи
- Чебурашка -— главный герой фильма. Неведомое доброе, скромное и трудолюбивое существо, постоянно поедающее апельсины. Его уносит смерч и попадает на побережье Чёрного моря, где знакомится с Геной, заводит с ним дружбу и поселяется в его доме.
- Геннадий Петрович Игнатов — второй главный герой фильма. Хмурый садовник в дендрарии, любящий растения больше, чем людей.
- Любовь Алексеевна Игнатова — жена Гены и мать Тани, дельтапланеристка. Много лет назад погибла в результате несчастного случая на соревнованиях.
- Валерий Завгородний — смотритель зоопарка, единственный друг Гены, всегда готовый прийти на помощь.
- Наталья Николаевна — директор дендрария, начальница Гены. Любознательная, активная и деятельная. Обходит острые углы и извлекает из всего свою выгоду.
- Татьяна Геннадьевна Игнатова — хозяйка маленькой кондитерской, дочь Гены, хранительница особого, невероятно вкусного рецепта шоколада.
- Анатолий — муж Тани, добрый недотёпа, обожает свою семью и мечтает помирить Таню с отцом Геной.
- Григорий Анатольевич — временно молчаливый внук Гены, лучший друг Чебурашки, сын Тани и Толи. Обожает рисование и часто играет с Чебурашкой.
- Римма Анатольевна Шапокляк — главная антагонистка фильма. Высокомерная владелица шоколадной фабрики, не любит споры и устранит всё на своём пути, если считает нужным. Стремилась выведать секрет шоколада Тани для победы на фестивале и заполучить Чебурашку для Сони в качестве игрушки.
- Софья — избалованная и капризная внучка Риммы, привыкшая, чтобы все её требования исполнялись сразу. Встретив Чебурашку, устраивает истерику, потому что хотела забрать его себе.
- Ларион — вторичный антагонист фильма, ассистент Риммы, по её заданию должен любой ценой раздобыть рецепт лучшего шоколада.
- Галина — продавщица мороженого и напитков, подруга Гены и Чебурашки. Откликнулась на объявление Гены о предложении дружбы. Добрая, серьёзная и иногда болеет.
- Дворник — местный уборщик в Дендрарии, ещё один из друзей Гены.
- Хулиган— грубый и непорядочный мальчик, любит играть с друзьями в мяч, жестоко обращается с растениями и животными ради забавы.

## В ролях
| Актёр             | Роль |
| ----------------- | --- |
| Сергей Гармаш     | садовник Геннадий Петрович (Гена) (прототип — Крокодил Гена)                                                  |
| Ольга Кузьмина    | Чебурашка (озвучивание)                                                                                       |
| Елена Яковлева    | директор шоколадной фабрики Римма Анатольевна (прототип — Старуха Шапокляк)                                   |
| Фёдор Добронравов | Валерий Завгородний специалист по экзотическим животным, друг Гены (прототип — крокодил Валера, сменщик Гены) |
| Полина Максимова  | Таня мама Гриши, дочь Гены                                                                                    |
| Сергей Лавыгин    | Толя папа Гриши, муж Тани                                                                                     |
| Дмитрий Лысенков  | Ларион помощник Риммы (прототип — Лариска, крыса Шапокляк)                                                    |
| Илья Кондратенко  | Гриша внук Гены, сын Тани и Толи                                                                              |
| Ева Смирнова      | Соня внучка Риммы по линии сына                                                                               |
| Софья Зайка       | Галя продавщица мороженого и напитков                                                                         |
| Наталья Щукина    | Наталья Николаевна директор дендрария, начальница Гены                                                        |
| Жаннат Керимбаев  | дворник, друг Гены                                                                                            |
| Оливье Сиу        | повар |
| Артём Быстров     | Гена в молодости                                                                                              |
| Марина Коняшкина  | Люба жена Гены, мать Тани                                                                                     |
| Алиса Мынай       | Таня в детстве                                                                                                |
| Арсений Фогелев   | охранник |
| Константин Фадеев | Василий личный водитель Риммы                                                                                 |

## Производство
Съёмки фильма начались в сентябре 2021 года в Сочи, в качестве локаций послужили сочинский парк «Дендрарий», санаторий имени Орджоникидзе и набережная. Также съёмки прошли в Кисловодске, Пятигорске, Москве и Ессентуках, а завершились в июне 2022 года в Подмосковье. 20 июня 2022 года на официальных YouTube-каналах кинокомпаний «Yellow, Black & White» и «Централ Партнершип», вышел первый официальный тизер фильма, а 26 октября 2022 года вышел официальный трейлер фильма.
При съёмках одного эпизода было использовано 6 тонн апельсинов, о чём сообщила компания «Yellow, Black and White» в своём аккаунте.

### Постпроизводство
В фильме большое количество компьютерной графики. Она интегрирована в фильм с использованием Full CG.

### Создания Чебурашки
По словам соавтора сценария, продюсера Yellow, Black and White Виталия Шляппо, версий Чебурашки было несколько: советская версия, японская версия, были олимпийские Чебурашки и обновлённый Чебурашка «Союзмультфильма». Но главная проблема была не в этом, а в том, что архетипичный Чебурашка — всё-таки кукла. Создателям нужен был живой зверёк — невероятно обаятельный, но при этом очень подвижный, ловкий, который живёт в апельсиновой роще, питается апельсинами и запросто может спастись бегством от своих врагов. Актриса Екатерина Чередник в документальном фильме о создании съёмок рассказала, что во время съёмок фильма «Чебурашка» ей приходилось передвигаться в кадре на коленях из-за особенностей строения сказочного персонажа.

### Создания костюмов для персонажей
Художница по костюмам Наталья Каневская рассказала, что у них была утверждённая цветовая гамма — четыре основных цвета (бирюзовый, зелёный, жёлтый и розовый) и два дополнительных (бордовый и шоколадный). Чтобы всё сочеталось в выбранной палитре, они работали в тандеме с художниками, вместе собирали цветовую гамму персонажа. Например, Римму (Шапокляк) режиссёр хотел видеть в бирюзовых нарядах. Первый её костюм сочетает в себе нежно-бирюзовый и банановый оттенки (хотя в кадре он кажется белым), второй (когда героиня начинает соперничать с семьёй Гены) — цвета тёмной морской волны. Логотип шоколадной фабрики Риммы окрашен в бордовый и золотой цвета. По словам Каневской, она представляла, как бы одела Римму, будь она её стилистом.

## Саундтрек
Саундтреком к фильму является песня «Воздушный шар» в исполнении группы «Моя Мишель», релиз которой на цифровых площадках состоялся 1 января 2023 года.
Также в фильме звучит песня «Там нет меня» в исполнении Севары Назархан, вокализ Эдуарда Хиля «Я очень рад, ведь я наконец возвращаюсь домой…» и «Песенка крокодила Гены» из мультфильма 1971 года.

## Выпуск
Премьера «Чебурашки» состоялась 23 декабря 2022 года в киноцентре «Каро 11 Октябрь» в Москве на Новом Арбате, а широкий прокат в РФ — 1 января 2023 года (дистрибьютором выступил «Централ Партнершип»). 20 марта 2023 года фильм вышел в Эстонии. Также, фильм в разных странах вышел под названием «Chebi: My Fluffy Friend» согласно данным сайта Box Office Mojo. Фильм также был выпущен на Ближнем Востоке, он был показан дублированным на английском языке с арабскими субтитрами.
2 марта 2023 года в прокат вышел документальный фильм о съёмках картины под названием «Чебурашка. История новогоднего чуда».

## Приём

### Кассовые сборы
«Чебурашка» установил рекорд по сборам среди российских фильмов, выходивших 1 января: в первый день проката он собрал более 225 млн рублей, а за первые три дня — 837 млн рублей. 5 января киносеансы посетили 1,2 млн зрителей, а сборы этого дня составили 396,5 млн рублей. На 6 января 2023 года, кассовые сборы фильма составили более 2 млрд рублей, это уже шестая картина отечественного производства, преодолевшая данный порог. 9 января 2023 года кассовые сборы составили 3 млрд рублей. В российском прокате всего 13 фильмов прошли планку в два миллиарда, среди которых и такие картины, как «Аватар», «Король Лев» и другие. 10 января 2023 года «Чебурашка» стал самым кассовым российским фильмом в истории отечественного проката, собрав более 3,09 млрд рублей. 13 января 2023 года «Чебурашка» стал самым кассовым фильмом в истории российского кинопроката, обойдя по сборам фильм Джеймса Кэмерона «Аватар». 15 января 2023 года сумма сборов превысила 4 млрд рублей. 5 февраля 2023 года «Чебурашка» собрал в прокате уже более 6,5 миллиардов рублей. На момент 14 апреля 2023 года фильм смог заработать уже 7.039 миллиарда рублей (86 миллионов долларов).

### Критический приём
Сразу же после представления облика Чебурашки в тизере в сети его раскритиковали, назвав страшным. Хотя нашлись и те, кому образ понравился, в тизере Чебурашка в кадре замечен всего за 2 секунды. В опубликованном в октябре 2022 года трейлере облик Чебурашки отличается от его облика в первом тизере, опубликованном в июне.
Согласно агрегатору рецензий «Критиканство», фильм получил смешанные отзывы со средней оценкой 59/100 на основании 20 рецензий. Денис Корсаков, кинообозреватель «Комсомольской правды», нейтрально отнёсся к выходу картины. В своей рецензии он отмечает удачную подборку актёра Артёма Быстрова, играющего роль Сергея Гармаша в молодости, который «фантастически ему соответствует и внешне, и внутренне». Также критик выделяет, что в фильме присутствует большое количество «психологических травм», отчего детский фильм становится скорее для «их тридцатилетних родителей». Кинокритик отметил, что в трейлерах Чебурашка «казался плохо нарисованным, нелепым, не сочетающимся ни с чем на свете компьютерным существом, — а на большом экране в формате полнометражного фильма он внезапно смотрится как родной».
Кинокритик газеты «Коммерсантъ», Юлия Шагельман, после просмотра фильма, выразила сомнения в том, что детям картина понравится, и в том, что взрослые сумеют узнать в новом Чебурашке «милого ушастого зверька из своего детства». Шагельман отмечает отсылки сценаристов к «мировому сказочному наследию», в том числе к «Волшебник страны Оз», «Три мушкетёра», «Бегущий по лезвию» и другим. Также заметна и отсылка к советскому прошлому, которая, по мнению кинокритика, «не слишком интересна детям». Юлия Шагельман раскритиковала рисовку главного героя, назвав её «неряшливой», движения ненатуральными, «а в сценах взаимодействия с живыми актёрами очень заметно, что они хватаются за пустоту и разговаривают с ней же».
Максим Клейн, рецензент портала Фильм.ру, поставил фильму 6 баллов из 10. Критик отмечает, что «неловкий» Чебурашка, создающий «комедию положений», запомнится зрителям, тем самым «окупив труд» создателей. Однако сходств с книгой и мультфильмами практически нет, на что и обращает внимание рецензент. Клейн считает, что «попытка осовременить „Чебурашку“ вполне удачна».
Марина Беляева, кинокритик журнала «Мир фантастики», в обзоре на фильм тоже выделила образ нового «Чебурашки». По её словам, образ героя «вызывает много вопросов — и дело тут не только в предвзятости и ностальгии», а конкретно в его неудачной встроенности в реальный мир, дизайн Чебурашки «смотрится выигрышно в одних ракурсах и провально — в других». Но наиболее проблемно взаимодействие главного героя с актёрами, считает Марина Беляева. «Особенно это касается Гармаша, который в каждой сцене с Чебурашкой явно держит не живое существо, а воздух», отчего кадры кажутся «неубедительными». Однако критика также не убедила и игра центральных актёров, которые «не получают от происходящего никакого удовольствия», что в целом и отображается на персонажах. Но обозреватель также отмечает, что «в сценарии есть сцены с хорошим драматическим напряжением, ряд остроумных шуток и несколько удачных образов» и «как импортозамещение работает отлично: ни лучше, ни хуже». Марина Беляева также отметила, что «новый фильм не копирует мультфильм и книгу дословно, но берёт оттуда вдохновляющие эпизоды, оставляя их узнаваемыми, и переделывает их так, чтобы они имели смысл в рамках новой истории».
Рецензент портала InterMedia, Вадим Богданов, оценил фильм на 6 баллов из 10. По мнению критика, «такой колоссальный успех мало говорит о самом качестве продукта», а лишь показывает, что наиболее популярно у зрителей в этот период. Богданов считает, что поход в кино в новогодние праздники является давней традицией, однако «в этом году, кроме „Чебурашки“, ничего универсального для подобных семейных походов попросту не было». Кинокритик отмечает, что сценарий картины «абсолютно беспомощен», состоящий из «пустых персонажей с условной мотивацией», «сомнительной поучительности». Однако создателям удалось удачно подобрать каст актёров, «из Гармаша вышел идеальный Гена, Фёдор Добронравов в роли его мудрого друга-зоолога крадёт все сцены со своим участием, а Дмитрий Лысенков с повадками крысы Лариски — и вовсе попадание на все сто», уточняет рецензент, но «главный герой с визуализацией всё же подкачал: порой от его анимации и плохой прорисовки щемит сердце».
По мнению кинокритика Николая Никулина, «то, что фильм был показан в Новый год и то, что в прокате не было зарубежных конкурентов, — это совсем не гарантия высокой прибыли», так как в предыдущие года никто не сумел повторить успех картины. Давид Шнейдеров считает, что «в ближайшее время вряд ли появится подобный успешный проект». Журналист и критик, Константин Мильчин, резко высказался о фильме, назвав его «феерической смесью плагиата и каннибализма», при этом в котором «ни одного свежего сюжетного хода, ни одного оригинального гэга».
«Литературная газета» хвалила этот «добрый, красочный, динамичный, музыкальный, зрелищный и несущий откровенную и столь важную в наше время нравственную нагрузку фильм». Из недостатков критик отметила непрописанность главного отрицательного персонажа — Шапокляк: «единственная её каверза в том, что она хочет погубить „малый бизнес“ в виде частной шоколадной мастерской, являющейся делом жизни Татьяны».
Кинокритик Евгений Баженов (BadComedian) усмотрел пропаганду чайлдфри. Однако один из продюсеров этой картины Виталий Шляппо заявил Daily Storm, что считает мнение обозревателя о «Чебурашке» ошибочным. 3 июля 2025 года в видеообзоре Youtube-канал «BadComedian» по названию «ПОСМОТРЕЛ ВСЕ СКАЗКИ» снято в одном из своих обзоров «Чебурашка».

## Премии и награды
- Приз в номинации «Персона» национальной премии в области развития общественных связей «Серебряный лучник»[61]
- «Лучший фильм 2023 года» по данным ВЦИОМ с результатом 11 %[62]

## Продолжение
Создатели полнометражного фильма «Чебурашка» запустили в разработку продолжение ленты. Об этом журналистам сообщил народный артист России Сергей Гармаш, сыгравший в картине садовника Гену. Его слова приводит информационное агентство ТАСС.
«Неожиданно наш бренд, наш советский мультфильм „Чебурашка“, который режиссёр Дьяченко и компания Yellow, Black & White решили превратить в полнометражный художественный фильм, побил абсолютно все рекорды проката. Поэтому, конечно, [ответ на] вопрос, который мог бы возникнуть: будет ли продолжение? Будет», — рассказал артист.
Гармаш добавил, что сейчас не может рассказать о второй части картины ничего больше, поскольку фильм ещё находится в процессе разработки. С 11 сентября 2023 года в Сочинском дендрарии проходят съёмки второго «Чебурашки». 22 сентября 2023 года стало известно, что «Чебурашка 2» выйдет 1 января 2026 года.
1 января 2024 года вышел короткометражный фильм «Чебурашка. Выходной», где в конце объявили, что «Чебурашка 2» выйдет 31 декабря 2025 года.
В марте 2024 года было объявлено, что съёмки продолжения вместе с третьей частью начнутся в июне 2024 года